# Wiltrude di Baviera
Wiltrude di Baviera (nome completo in tedesco Wiltrud Marie Alix; Monaco di Baviera, 10 novembre 1884 – Oberstdorf, 28 marzo 1975) è stata una principessa bavarese, seconda moglie di Mindaugas II di Lituania dal 1924 fino al 1928.

## Biografia

### Gioventù
La principessa Wiltrude di Baviera nacque a Monaco di Baviera il 10 novembre 1884. Fu la decimogenita e sesta femmina dei tredici figli del re Ludovico III e della regina Maria Teresa Enrichetta d'Austria-Este.
Negli anni della sua adolescenza iniziò ad interessarsi all'equitazione, divenendo molto abile in questa disciplina. Nel 1905, assieme alle sue sorelle, venne descritta dallo Chicago Tribune come una delle principesse più belle d'Europa.

### Matrimonio
Il 26 novembre 1924, all'età di 40 anni, sposò a Monaco di Baviera il duca Guglielmo II d'Urach, ex re di Lituania con il nome di Mindaugas II, più grande di lei di vent'anni. Divenne la sua seconda moglie, succedendo come duchessa d'Urach ad Amalia in Baviera.
In occasione delle loro nozze venne emessa una serie di cartoline che ritraevano i due sposi.

### Morte
Wiltrude rimase vedova il 24 marzo 1928 e morì 47 anni dopo, il 28 marzo 1975, all'età di 90 anni a Oberstdorf, in Baviera.

## Titoli e trattamento
- 10 novembre 1884 – 1924: Sua Altezza Reale, la principessa Wiltrude di Baviera
- 26 novembre 1924 – 24 marzo 1928: Sua Altezza Reale, la duchessa di Urach, contessa di Württemberg, principessa di Baviera
- 24 marzo 1928 – 28 marzo 1975: Sua Altezza Reale, la duchessa vedova di Urach, contessa di Württemberg, principessa di Baviera

## Ascendenza
|                                          |                             |                                           | Genitori                                  |  |  | Nonni |  |  | Bisnonni              |  |  | Trisnonni                          |  |
|                                          |                             |                                           |                                           |  |  |       |  |  | Ludovico I di Baviera |  |  | Massimiliano I Giuseppe di Baviera |  |
|                                          |                             |                                           |                                           |  |  |       |  |  | Ludovico I di Baviera |  |  | Massimiliano I Giuseppe di Baviera |  |
|                                          |                             | Augusta Guglielmina d'Assia-Darmstadt     |                                           |  |  |       |  |  | Ludovico I di Baviera |  |  |                                    |  |
| Luitpold di Baviera                      |                             |                                           |                                           |  |  |       |  |  | Ludovico I di Baviera |  |  |                                    |  |
|                                          |                             | Teresa di Sassonia-Hildburghausen         | Federico di Sassonia-Altenburg            |  |  |       |  |  |                       |  |  |                                    |  |
|                                          |                             | Teresa di Sassonia-Hildburghausen         | Federico di Sassonia-Altenburg            |  |  |       |  |  |                       |  |  |                                    |  |
|                                          |                             | Teresa di Sassonia-Hildburghausen         | Carlotta di Meclemburgo-Strelitz          |  |  |       |  |  |                       |  |  |                                    |  |
| Ludovico III di Baviera                  |                             | Teresa di Sassonia-Hildburghausen         |                                           |  |  |       |  |  |                       |  |  |                                    |  |
|                                          |                             | Leopoldo II di Toscana                    | Ferdinando III di Toscana                 |  |  |       |  |  |                       |  |  |                                    |  |
|                                          |                             | Leopoldo II di Toscana                    | Ferdinando III di Toscana                 |  |  |       |  |  |                       |  |  |                                    |  |
|                                          |                             | Leopoldo II di Toscana                    | Luisa Maria Amalia di Borbone-Due Sicilie |  |  |       |  |  |                       |  |  |                                    |  |
| Augusta Ferdinanda d'Asburgo-Lorena      |                             | Leopoldo II di Toscana                    |                                           |  |  |       |  |  |                       |  |  |                                    |  |
|                                          |                             | Maria Anna Carolina di Sassonia           | Massimiliano di Sassonia                  |  |  |       |  |  |                       |  |  |                                    |  |
|                                          |                             | Maria Anna Carolina di Sassonia           | Massimiliano di Sassonia                  |  |  |       |  |  |                       |  |  |                                    |  |
|                                          |                             | Maria Anna Carolina di Sassonia           | Carolina di Borbone-Parma                 |  |  |       |  |  |                       |  |  |                                    |  |
| Wiltrude di Baviera                      |                             | Maria Anna Carolina di Sassonia           |                                           |  |  |       |  |  |                       |  |  |                                    |  |
|                                          | Francesco IV d'Austria-Este | Ferdinando Carlo Antonio d'Asburgo-Lorena |                                           |  |  |       |  |  |                       |  |  |                                    |  |
|                                          | Francesco IV d'Austria-Este | Ferdinando Carlo Antonio d'Asburgo-Lorena |                                           |  |  |       |  |  |                       |  |  |                                    |  |
|                                          | Francesco IV d'Austria-Este | Maria Beatrice d'Este                     |                                           |  |  |       |  |  |                       |  |  |                                    |  |
| Ferdinando Carlo Vittorio d'Austria-Este | Francesco IV d'Austria-Este |                                           |                                           |  |  |       |  |  |                       |  |  |                                    |  |
|                                          |                             | Maria Beatrice di Savoia                  | Vittorio Emanuele I di Savoia             |  |  |       |  |  |                       |  |  |                                    |  |
|                                          |                             | Maria Beatrice di Savoia                  | Vittorio Emanuele I di Savoia             |  |  |       |  |  |                       |  |  |                                    |  |
|                                          |                             | Maria Beatrice di Savoia                  | Maria Teresa d'Austria-Este               |  |  |       |  |  |                       |  |  |                                    |  |
| Maria Teresa Enrichetta d'Austria-Este   |                             | Maria Beatrice di Savoia                  |                                           |  |  |       |  |  |                       |  |  |                                    |  |
|                                          |                             | Giuseppe d'Asburgo-Lorena                 | Leopoldo II d'Asburgo-Lorena              |  |  |       |  |  |                       |  |  |                                    |  |
|                                          |                             | Giuseppe d'Asburgo-Lorena                 | Leopoldo II d'Asburgo-Lorena              |  |  |       |  |  |                       |  |  |                                    |  |
|                                          |                             | Giuseppe d'Asburgo-Lorena                 | Maria Luisa di Borbone-Spagna             |  |  |       |  |  |                       |  |  |                                    |  |
| Elisabetta Francesca d'Asburgo-Lorena    |                             | Giuseppe d'Asburgo-Lorena                 |                                           |  |  |       |  |  |                       |  |  |                                    |  |
|                                          |                             | Maria Dorotea di Württemberg              | Ludovico di Württemberg                   |  |  |       |  |  |                       |  |  |                                    |  |
|                                          |                             | Maria Dorotea di Württemberg              | Ludovico di Württemberg                   |  |  |       |  |  |                       |  |  |                                    |  |
|                                          |                             | Maria Dorotea di Württemberg              | Enrichetta di Nassau-Weilburg             |  |  |       |  |  |                       |  |  |                                    |  |
|                                          |                             | Maria Dorotea di Württemberg              |                                           |  |  |       |  |  |                       |  |  |                                    |  |